# Gitta Alpar
Gitta Alpar (Regina Klopfer) nació en Budapest el 5 de febrero de 1903 y murió en Los Ángeles el 17 de febrero de 1991. Fue una soprano de ópera y opereta húngara.
Hija del cantor de la sinagoga de Buda, debuta en 1923 en la Ópera de Budapest y en 1927 en la Wiener Staatsoper de Viena. El director de orquesta Erich Kleiber la lleva a Berlín donde triunfa como la Reina de la Noche en La flauta mágica de Mozart y como Rosina en El barbero de Sevilla de Rossini. 
En 1930 tiene éxito en operetas El estudiante mendigo de Carl Millócker, Victoria y su húsar de Paul Abraham y Schön ist die Welt de Franz Lehár, donde comparte el triunfo con el famoso tenor Richard Tauber. Theo Mackeben revisó para ella la opereta Gräffin Dubarry de Carl Millöcker como Die Dubarry en 1931, con nuevo libreto de Paul Knepler, Ignaz Michael Willeminsky y Hans Martin Cremer, basado en el de Camillo Walzel (F Zell) y Richard Genée.
Sus primera películas fueron hechas en Alemania. En 1931 se casó con el actor Gustav Fröhlich, padre de su hija Julika. Los nazis disolvieron el matrimonio porque Alpar era judía y este tipo de matrimonio era ilegal en la Alemana nazi. Alpár apareció en "La lista de Hitler" junto a Charles Chaplin y otros. Las páginas del libro antisemita Juden sehen Dich an de Johann von Lers hace referencia.
La cantante huyó de Alemania a Austria en 1933, donde hizo la versión cinematográfica de la opereta Ball im Savoy, luego a Hungría, seguidamente a Inglaterra y posteriormente hacia Estados Unidos donde continuó brevemente su carrera como cantante y filmando películas. Se volvió a casar viviendo entre Los Ángeles y Palm Springs, California.

## Muerte
Gitta Alpár murió en Los Ángeles, California y fue sepultada en el The Westwood Memorial Park de Los Ángeles.